# Konstantinos Plevris
Konstantinos A. Plevris (griego :Κωνσταντίνος Α. Πλεύρης; Atenas, 5 de diciembre de 1939), a veces llamado en inglés Constantine Plevris o Kostas Plevris , es un político, abogado, nacionalista y autor neonazi griego. El prolífico escritor ha escrito, a lo largo de décadas, una serie de libros y otros textos relacionados con la historia griega, la cultura griega, la sociología y la política, con un claro nacionalismo, homófobo (como su libro titulado "Los chinos", un polémica vehemente contra los homosexuales) contenido. En su libro Los judíos: toda la verdad, se describió a sí mismo como un "nazi, fascista, racista, antidemócrata, antisemita". Fue el fundador y líder del Partido Metaxista del 4 de Agosto y de Front Line, y el antiguo partido político no solo desempeñó un papel importante al influir y dar forma a la dirección futura de la extrema derecha griega, sino que también fue un movimiento político destacado antes. la junta en general. También ha colaborado (según entrevistas que concedió a varias publicaciones, entre ellas una a la revista italiana L'Europeo en 1976, que fueron citadas y aceptadas como prueba en un tribunal en el que fue demandante contra el autor Nikos Kleitsikas) con varios grupos neofascistas europeos (incluido el Ordine Nuovo), y figuras como Pino Rauti, Pino Romualdi, Giorgio Almirante. Más tarde se unió brevemente al partido de derecha Rally Popular Ortodoxo y fue su principal candidato en las elecciones de 2004. Es el padre de Thanos Plevris, miembro del parlamento griego anteriormente con el partido Agrupación Popular Ortodoxa, ahora con Nueva Democracia.
En diciembre del 2007, Plevris fue declarado inicialmente culpable de incitar al odio racial por un tribunal griego basándose en extractos y citas de su libro Los judíos: toda la verdad. Apeló la sentencia judicial y el 27 de marzo del 2009 la corte de apelaciones revocó la sentencia de instigación 4-1. Plevris fue absuelto del cargo de haber causado violencia por el tribunal de cinco miembros, pero se señaló que negaba el Holocausto. El tribunal justificó su absolución afirmando que "el acusado no denigra a los judíos únicamente por su origen racial y étnico, sino principalmente por sus aspiraciones al poder mundial, los métodos que utilizan para lograr estos objetivos y sus actividades conspirativas".  El fallo provocó algunos cargos de error judicial.

## Educación y paso académico
Plevris se graduó en el Lycée Léonin. Recibió su título en derecho de la Universidad Aristóteles de Tesalónica, su título en ciencias políticas de la Universidad Panteion y su título en Sociología de Francia (NOE de París). Como profesor, enseñó sociología política y guerra psicológica en la Escuela de Oficiales de Policía y la Facultad de Educación General del Estado Mayor del Ejército Helénico.

## Controversias

### Cargos contra terrorismo
En 1977, Plevris fue procesado por incitación a actividades terroristas (atentados con bomba), junto con Aristotelis Kalentzis, a quien se acusó de ser el autor de estos actos. Plevris afirmó que Kalentzis nunca fue miembro de su Partido del 4 de Agosto y admitió que informó a las autoridades sobre las armas y explosivos que poseía Kalentzis. Plevris fue absuelto de los cargos de incitación, mientras que Kalentzis fue condenado a 12 años de prisión; esto hizo que Kalentzis escribiera varios libros acusando a Plevris de ser un agente paraestatal y un soplón que lo incriminó.

### Demanda contra Nikos Kleitsikas
En su libro publicado en el 2000, el movimiento estudiantil griego en Italia, Nikos Kleitsikas escribió que Plevris fue un agente de la CIA o del Mossad durante la Guerra Fría y participó en atentados con bombas. Plevris demandó con éxito a Nikos Kleitsikas y al editor del libro, Aggelos Sideratos, por difamación en el verano del 2006. El tribunal de apelaciones griego lo reivindicó y los acusados se vieron obligados a pagar 15.000 euros en compensación por la demanda bien documentada que organizó Plevris limpiándolo de culpa en su supuesta participación en actos de provocación para allanar el camino para el golpe de Estado que llevó al poder a la junta militar griega de 1967 a 1974, pero el tribunal encontró y aceptó que el acusado demostró las inclinaciones fascistas de Plevris, así como su conexión con los europeos. grupos y personalidades terroristas neofascistas (como Pino Rauti y el grupo terrorista de extrema derecha Ordine Nuovo), su colaboración con la junta griega y su colaboración con varios servicios secretos, basado en declaraciones del propio Plevris en entrevistas que había concedido.

### Demanda por judíos:toda la verdad
Konstantinos Plevris es el autor de Judíos: Toda la verdad, un libro antisemita que contiene elogios directos a Adolf Hitler y pide el exterminio de los judíos, publicado por Adonis Georgiades en junio de 2006. Por este libro, Plevris fue acusado por el fiscal de distrito griego. por cargos de incitación a la violencia racial..  Poco después de su publicación en junio de 2006, la Junta Central de Comunidades Judías de Grecia y el Monitor Griego de Helsinki entablaron una demanda contra Plevris por "insulto a los judíos" y "daño al judaísmo". Por este libro, Plevris fue acusado por el fiscal de distrito griego de incitar a la violencia racial. Poco después de su publicación, la Junta Central de Comunidades Judías de Grecia y el Monitor Griego de Helsinki entablaron una demanda contra Plevris por "insultar a los judíos" y "dañar el judaísmo". También presentaron cargos contra el periódico Eleftheros Kosmos (publicado por el ex segundo al mando del partido Amanecer Dorado, Dimitris Zafeiropoulos), que publicó extractos del libro.
Panagiotis Dimitras del Monitor Griego de Helsinki comenzó a visitar diariamente la Fiscalía de Jueces de Tribunales de Distrito para presionar a los fiscales para que emprendan acciones legales contra Plevris y el semanario nacionalista Eleftheros Kosmos, que publicó extractos del libro, por cargos de racismo. Después de dos meses, y con el apoyo de la Junta Central de Comunidades Judías en Grecia, finalmente lo logró y así, en diciembre de 2006, Plevris fue acusado de violación del artículo 191 del Código Penal, la difusión de noticias falsas.
Varias semanas después, Eleftheros Kosmos y Plevris se enteraron de que iban a ser llevados ante los tribunales en virtud de la Ley antirracista griega de 1979,, un hecho del que dicen que nunca se les informó, aunque Plevris citó esta ley en particular en su totalidad en su libro. Sostuvieron que el caso debería ser desestimado por este motivo, aunque el argumento de que uno no conocía la ley no es aceptable en un tribunal de justicia griego. Tanto Plevris como Eleftheros Kosmos caracterizaron la demanda como un intento de suprimir la libertad de expresión. Según Plevris, esta demanda no tenía base legal porque era, para citar a Plevris, una "violación de los artículos 320, 321 (párrafo 1) y 111 (párrafo 7) del Código Penal griego". Debido a que esta es la primera vez que se utiliza la ley antes mencionada en la historia judicial griega, ambas partes la consideran histórica.
En el libro, Plevris se describe a sí mismo como un "racista, antidemócrata, antisemita" (p. 600), se suscribe al mito de los Protocolos de los Sabios de Sion (que presenta como evidencia auténtica y válida contra los judíos). ), caracteriza a los niños judíos en los campos de concentración como "muy gordos" y "bien alimentados", afirma que los judíos son "infrahumanos" (p. 583) "enemigos mortales", y critica a los nazis por "no librar a Europa del sionismo judío ". En el mismo libro, caracteriza al exsecretario de la ONU, Kofi Annan, como "caníbal" y "descendiente de caníbales" y afirma que los judíos deben ser "rodeados y ejecutados en 24 horas", que es "la única forma en que entienden" ( pág. 742). Sin embargo, Plevris sostiene que "de las 1.400 páginas de mi extenso libro, la condena abarca solo varios párrafos, de los cuales se extrajeron partes, con el resultado de que se dio otro significado a las palabras y la verdad se distorsionó debido a la alteración de las frases".
La primera audiencia, que estaba fijada para el 5 de septiembre de 2007, se pospuso hasta el 11 de septiembre del 2007.  El juicio comenzó el 11 de septiembre de 2007 pero, debido a limitaciones de tiempo, se pospuso nuevamente, esta vez hasta el 3 de diciembre del 2007.
En la primera cita judicial, 150 simpatizantes, principalmente de grupos neonazis y nacionalistas, acudieron para mostrar su apoyo moral a Plevris y Eleftheros Kosmos y más de 200 policías se apostaron en la zona por temor a que se produjeran enfrentamientos. Sin embargo, la concentración antifascista prevista nunca se materializó y no hubo incidentes.
El 13 de diciembre del 2007, el tribunal declaró a Plevris culpable de incitar al odio racial y le impuso una sentencia suspendida de 14 meses. Sus coacusados, el editor, el editor y un periodista de Eleftheros Kosmos fueron declarados inocentes. Plevris condenó el veredicto y afirmó que "los judíos están tratando de luchar contra mí con este juicio para poder cerrarme la boca".
Plevris apeló y finalmente fue absuelto el 27 de marzo de 2009; su absolución provocó una controversia sobre si el sistema de justicia griego no hizo cumplir la legislación antirracista de Grecia.

### Contrademanda
En respuesta a las publicaciones de "Ios" de Eleftherotypia que describe a los judíos: Toda la verdad como un libro "fascista y antisemita" y a Plevris como un "fascista", Plevris inició una demanda por difamación tipo SLAPP contra el periódico por la suma de € 1.2 millones. Los cuatro periodistas de "Ios" y su redactor jefe fueron demandados por 200.000 euros cada uno. Plevris también demandó a Panagiotis Dimitras del Monitor griego de Helsinki por la suma de 200.000 euros como compensación por difamación.  Además, Plevris contrademandó a los siete miembros ejecutivos de la Junta Central de Comunidades Judías de Grecia por 200.000 euros cada uno. Retiró los cargos en mayo de 2013 y el tribunal determinó que los acusados no habían hecho acusaciones falsas.
Como resultado de todo el asunto, Plevris escribió un libro titulado La lucha por la verdad: la aventura de un libro, que pretendía detallar los eventos, la controversia y las circunstancias de los últimos 15 meses del asunto.

## Obras
- "Auschwitz: mitos y verdades/hechos", en referencia al campo nazi. Atenas: Electron 2018.
- "Rey Alejandro (el Grande)". Atenas: Electron, 2015.
- "Los griegos" - en dos partes. Atenas: Electron, 2013.
- "SÓCRATES antes de la muerte", traducido. Atenas: Electron 2012.
- "RACISMO - De la mentira a la verdad" ("Racismo"). Atenas: Electron 2012.
- "La lucha por la verdad - la aventura de un libro". Atenas: Electron, 2007.
- "La televisión". Atenas: Electron, 2007.
- "Judíos, toda la verdad" ("Judíos, toda la verdad"). Atenas: Electron, 2006.
- "La Revolución". Atenas: Electron, 2006.
- "Hizballah - su lucha". Atenas: Electron, 2006.
- "Los maricas" (*Los maricas*). Atenas: Electron, 2005.
- "REINO" ("Monarquía"). Atenas: Electron, 2004.
- "21 de abril de 1967" ("21 de abril de 1967", refiriéndose al golpe de Estado griego de 1967). Atenas: Electron, 2003.
- "Agia Sofia: Deber nacional de los griegos su liberación". Atenas: Nea Thesis, 1997.
- "Reinado". ("Monarquía") Atenas: Electron, 2004.
- "El Oficial y los Neo-siervos". Atenas: Nea Thesis, 2002.
- "La persecución de los aristócratas". ("La persecución de los mejores elementos de la sociedad") Atenas: Nea Thesis, 1987.
- "La Bandera" ("La bandera"). Atenas: Electron, 2004.
- "Religión e identidad: análisis completo y basado en hechos del problema, para la inclusión de la religión en las identidades", en referencia a las nuevas tarjetas de identidad nacionales griegas que reemplazaron las antiguas tarjetas de identidad nacionales de Grecia que incluían la religión del titular de la tarjeta en sus datos). Atenas: Electron, 2004.
- "La gente olvida lo que significa el izquierdismo: textos y fotografías". Atenas: Electron, 2003.
- "Sociología" ("Sociología"). Atenas: Nea Thesis, 1985.
- "Mi servicio en la Agencia de Inteligencia del Estado". Atenas: Nea Thesis, 1989
- "El Capitalista: Una nota resumida para el explotador de los humanos" ("El Capitalista: Una nota resumida para el explotador de los humanos"). Atenas: Nea Thesis, 1989.
- "Pas Mi Hellen Barbaros: presentación conceptual de la declarativa de la supremacía griega". ("Quien no es griego es un bárbaro") Atenas: Electron, 2003.
- "Ioannis Metaxas (Biografía)" ("Ioannis Metaxas (Biografía)", refiriéndose a Ioannis Metaxas). Atenas: Kokkini Milia, 1975.
- "Los Veinte Protocolos de la Traición" ("Los veinte protocolos de la traición"). Atenas: Nea Thesis, 1995.
- "¡Hablemos de los judíos!" ("¡Hablemos de los judíos!") Atenas: Nea Thesis, 1990.
- "Antidemócrata" ("Antidemócrata"). 1965.
- "Metacomunismo" ("Metacomunismo"). 1967.
- "Propaganda política" ("Propaganda política"). 1968.
- "La teoría cósmica (visión mundial) del nacionalismo" 1969.